# پیمان آخال
پیمان آخال معاهده‌ای میان امپراتوری روسیه و ایران قاجار بود که در ۲۱ سپتامبر ۱۸۸۱ میلادی برابر با ۳۰ شهریور ۱۲۶۰ خورشیدی برای تعیین مرزهای دو کشور در سمت شرق دریای خزر بسته شد. این پیمان از نظر مساحت رکورددار قراردادهای جدایی از ایران است. به موجب این پیمان آسیای میانه، خوارزم، خیوه، شرق مازندران و مرو، سمرقند و بخارا در زمان ناصرالدین‌شاه رسماً از ایران جدا شد و جزئی از کشور روسیه تزاری شد.
این زمین‌ها شامل سرزمین ترکمنستان و بخش‌های بزرگی از تاجیکستان، ازبکستان، قرقیزستان و قزاقستان امروزی است و در مجموع بیش از ۱ میلیون و ۲۲۶ هزار کیلومترمربع مساحت دارد. پیمان آخال نتیجه رویارویی مستقیم نظامی میان ایران و روسیه نبود و ایران تحت فشار نظامی روس‌ها قرار نگرفته بود. علت اصلی انعقاد این قرارداد، ضعف ساختار دفاعی و مدیریتی حکومت قاجار بود. این پیمان با امضای مؤتمن‌الملک، وزیر امور خارجه ایران، و ایوان زینوویف، فرستادهٔ روسیه، به تصویب رسید.

## تاریخچه
انعقاد این پیمان در شرایطی صورت گرفت که نیروهای روس که تا سال ۱۸۶۳ پیرامون دریاچه آرال و شهرهای سمرقند و تاشکند را تصرف کرده بودند، در سال ۱۸۶۸ خانات بخارا را شکست داده و حاکمیت خود را بر بخارا و سمرقند ایران نیز تثبیت کردند و در سال‌های ۱۸۷۳ تا ۱۸۸۱ به فرماندهی میخائیل اسکوبلف، ایوان لازارف و کنستانتین فن کاوفمن، افزون بر اشغال خوارزم که در کنترل خانات خیوه ایران بود ایلات ترکمن ایران را نیز شکست دادند. روس‌ها پس از شکست سال ۱۸۶۰ ایران و نیز با گسترش حضور بریتانیا در مصر، به چنین کامیابی‌هایی دست یافتند.

ناصرالدین‌شاه برای بستن این قرارداد وزیر خارجه‌اش سعید مؤتمن‌الملک را به دیدار ایوان زینوویف فرستاد تا پیمانی را در تهران امضا کنند. با این پیمان، ناصرالدین‌شاه، حاکمیت روسیه را بر این سرزمین‌ها به رسمیت شناخت و ایران و روسیه برای نخستین‌بار در ناحیهٔ شرق دریای خزر هم با یکدیگر همسایه شدند.

## متن پیمان
متن کامل عهدنامه آخال به شرح زیر است:
چون اعلی حضرت شاهنشاه ایران و اعلی حضرت امپراتور کل ممالک روسیه لازم دیدند که در طرف شرق بحر خزر سرحد ممالک خود را از روی دقت معین کرده، موجبات آسودگی و امنیت آن جاها را فراهم نمایند، چنین صلاح دیدند که برای حصول این مقصود قراردادی منعقد دارند. لهذا وزرای مختار خود را از این قرار معین داشتند: از طرف اعلی‌حضرت شاهنشاه ایران میرزا سعید خان مؤتمن الملک وزیر امور خارجه و از طرف اعلی‌حضرت امپراتور کل ممالک روسیه ایوان ذی‌نوویف وزیر مختار و ایلچی مخصوص در دربار دولت علیه. ورزای مختار مزبور پس از اینکه اختیار نامه‌های خود را مبادله نموده و آن را موافق قاعده و مرتب به ترتیبات شایسته یافتند، در فصول ذیل متفق‌الرأی شدند.

### فصل اول
در طرف شرق بحر خزر سرحد بین ممالک ایران و روس از قرار تفصیل ذیل خواهد بود: از خلیج حسینقلی الی چات سرحد بین الدولتین بحری رود اترک است، از چات خط سرحدی در سمت شمال شرقی قلل سلسله کوه‌های سنگوداغ و ساکریم را متابعت کرده و بعد در سمت شمال به طرف رود چندر متوجه شده و در چقان قلعه به بستر رود مزبور می‌رسد. از اینجا در سمت شمال به قلل کوه‌هایی که فاصل درهٔ چندر و دره سومبار است متوجه شده و در سمت مشرق قلل کوه‌های مزبور را متابعت کرده و بعد به طرف بستر رودخانهٔ سومبار و در ملتقای رود مزبور با نهر آخ آقایان فرود می‌آید. از این نقطهٔ اخیر به طرف شرق بستر رود سومبار خط سرخه محسوب می‌شود الی خرابه‌های مسجد دادیانه و از مسجد دادیانه الی قلل کوپت داغ سرحدی راهی است که به درون ممتد است. پس از آن خط سرحدی در امتداد قلل مزبور، به سوی جنوب شرق حرکت می‌کند ولی نرسیده به انتهای تنگهٔ گرماب به طرف جنوب برگشته و را سرکوه‌هایی که فاصل درهٔ سومبار و سرچشمهٔ گرماب گذشته و بعد متوجه به سوی جنوب شرقی شده. از قلل کوه‌های میزنو و چوب بست عبور و راهی را که از گرماب به رباط می‌رود در محلی ملاقات می‌کند که در یک ورستی شمال رباط است. چون به این محل رسید، خط سرحدی از قلل کوه‌ها الی قلل کوه دالانچه کشیده شده. پس از آن از شمال قلعهٔ خیرآباد گذشته و در سمت شمال شرقی الی حدود گوگ قتبال ممتد شده واز حدود گوگ قتبال به دربند رود فیروزه تقاطع می‌کند و از اینجا در سمت جنوب شرقی متوجه به قلل کوه‌هایی می‌شود که از طرف جنوب وصل به دره است که راه عشق‌آباد و فیروزه از آن عبور می‌کند و پس از آنکه قلل کوه‌های مزبور را الی اقصی نقطهٔ شرقی متابعت نمود، خط سرحدی به شمالی‌ترین قلهٔ کوه اسلم گذشته و در سمت جنوب شرقی قلل این کوه‌ها را طی کرده و بعد شمال قریهٔ کلته چنار را دور زده و به محل اتصال کوه‌های زیرکوه و قزل‌داغ می‌رسد از اینجا خط سرحد در سمت جنوب شرقی از قلل سلسله زیرکوه کشیده می‌شود تا اینکه به درهٔ رود بابا درومز برسد. بعد از وصول به این محل، به طرف شمال حرکت و در راهی که از گاورس الی لطف‌آباد ممتد است به جلگه می‌رسد. به طوری که قلعهٔ بابا درومز در شرق این خط واقع می‌شود.

### فصل دوّم
چون فصل اول این قرارداد نقاط عمدهٔ خط سرحد بین متصرفات ایران و روس معین شده است، طرفین معاهدتین کمیسرهای مخصوص مأمور خواهند نمود که خط سرحد را در محل و به‌طور صحیح ترسیم کرده و علامات را نصب نمایند. زمان و محل ملاقات کمیسرهای مزبور را طرفین معاهدتین بالاتفاق معین خواهند نمود.

### فصل سوم
چون قلعه‌جات گرماب و قلقلاب واقعه در درهٔ رودی که آبش اراضی ماوراءالخزر را مشروب می‌کند در شمال خطی واقع است که به موجب فصل اول سرحد بین متصرفات طرفین است، دولت ایران متعهد می‌شود که قلاع مزبور را ظرف یک سال از تاریخ مبادلهٔ این قرارنامه تخلیه کند. ولی دولت علیه حق خواهد داشت که در ظرف مدت مزبوره سکنه گرماب و قلقلاب را به مملکت خود مهاجرت دهد. از طرف دیگر دولت روس متقبل می‌شود که در نقاط مزبوره استحکامات بنا نکرده و خانوادهٔ ترکمن در آنجا سکنا ندهد.

### فصل چهارم
و چون منبع رود فیروزه و منابع بعضی‌رودها و انهاری که ایالت ماوراء خزر متصلهٔ سرحد ایران را مشروب می‌کند در خاک ایران واقع شده است، دولت علیه متعهد می‌شود که به هیچ وجه نگذارد از منبع الی خروج از خاک ایران در امتداد رودها و انهار مزبوره قراء جدیدی تأسیس شده و به اراضی که بالفعل زراعت می‌شود توسعه داده شود و نیز برای اراضی که فعلاً در خاک ایران مزروع است بیش از آن مقداری که لازم است نگذارد آب استعمال کنند. محض اینکه این شرایط به‌طور صحیح اجرا و بدون تعطیل و تعلل رعایت شود، دولت ایران متقبل می‌شود که به قدر لزوم مأمورین صحیح برای این امر معین کند. به کسانی که از مدلول آن تخلف می‌ورزند سیاست سختی برسد.

### فصل پنجم
محض ترقی و پیشرفت مناسبات تجارتی مابین ایالت ماوراء بحر خزر و ایالت خراسان طرفین معاهدین متقبل می‌شوند که در باب ساختن راه‌های عرابه رو که برای مراودات تجارتی بین ایالات مذکوره مناسب بوده باشد، حتی‌الامکان زودتر فیمابین قراری دهند که مستلزم نفع جانبین بوده باشد.

### فصل ششم
دولت ایران متعهد می‌شود که در تمام سرحد استرآباد و خراسان اخراج هر نوع اسلحه و آلات جنگی را از ممکلت ایران سخت ممنوع دارد و نیز تدبیرات لازمه را به عمل آورده، نگذارند که به تراکمه که در خاک ایران هستند اسلحه برسد. کارگزاران سرحدی دولت علیه دربارهٔ اشخاصی که از طرف روسیه مأموریت منع خروج اسلحه از حدود ایران دارند، کمال مساعدت و همراهی را منظور خواهند داشت.

### فصل هفتم
محض مراقبت اجرای شرایط این قرارداد و برای مواظبت حرکات و رفتار تراکمه مجاور ایران هستند. دولت روس حق خواهد داشت که به نقاط سرحد ایران مأمور معین کند. مأمورین مزبور در مسائلی که راجع به حفظ انتظام و آسودگی صفحات مجاور متصرفات دولتین است واسطهٔ بین کارگزاران طرفین خواهند بود.

### فضل هشتم
تمام تعهدات و شرایط مندرجهٔ عهدنامه‌جات و قرارنامه‌هایی که مابین طرفین منعقد شده است به قوهٔ خود باقی خواهد ماند.

### فصل نهم
این قرارنامه که به دو نسخه نوشته شده و به امضاء و مهر وزرای مختار طرفین رسیده است، به تصویب و تصدیق اعلی حضرت شاهنشاه ایران و اعلی حضرت امپراتور روس خواهد رسید و تصدیق نامه جات در ظرف چهار ماه و حتی‌الامکان زودتر در تهران ما بین وزرای مختار طرفین مبادله خواهد شد.
در تهران -۹ دسامبر ۱۸۸۱ - مطابق ۲۲ محرم ۱۲۹۹
(امضاء) زینوویف (امضاء) میرزا سعید خان

## تأثیر
پیمان آخال تأثیر دوگانه‌ای بر ایران داشت. از یک‌سو ایران تا حدی از یورش‌های ترکمن‌ها رهایی می‌یافت؛ و قسمت آسیای میانه، خوارزم، خیوه، شرق مازندران و مرو، سمرقند و بخارا از خاک ایران جدا شد. این اراضی شامل سرزمین ترکمنستان و بخش‌های بزرگی از تاجیکستان، ازبکستان، قرقیزستان و قزاقستان ما این امر به بهای گران از دست رفتن سرزمین‌هایی به دست آمد که ناصرالدین شاه پادشاهی بر آن‌ها را داشت. همچنین خط مرزی کاملاً به سود روس‌ها طراحی شده بود. به گفته لرد کرزن «روس‌ها در ضمن بستن قرارداد مرزی، نخست کوه‌های بلند مرتفع سرحدی را در مرز خودشان انداختند، سپس سرچشمهٔ رودخانه‌ها را نیز جزء خاک روسیه ثبت کردند که هروقت اراده نمایند آب را از آبادی‌های ایرانی قطع کنند و در نتیجه محصول خراسان را تباه سازند.» گذشته از این، دولت ایران تعهد کرده بود که اجازه ندهد در راستای رودهایی که وارد خاک روسیه می‌شود، روستای نو ساخته شود یا زمین‌های کشاورزی آن مناطق گسترش یابد یا برای زمین‌های در حال کشت بیش از اندازه آب مصرف شود.
پیمان آخال همچنین به زیان ترکمن‌ها بود و با مصالح سنتی قوم ترکمن همخوانی نداشت. میان آنان مرز کشیده شده، در دو کشور قرار گرفته و یگانگی آنان به هم خورد. یموت‌های ایران که بر اساس موافقت‌نامه دو دولت، هر سال برای چراندن گله‌های خود به آن سوی مرز کوچ می‌کردند، باید به هر دو دولت مالیات می‌دادند و این موضوع مقامات روسی و ایرانی را در جمع‌آوری مالیات دچار مشکل کرده بود.ینگی قلعه تا دربند شرقی، یک فرسخ مسافت داشته و در این دره تقریباً در تمام مواقع سال زراعت می‌شده است ولی با استناد به تعهد بالا، نماینده روسیه زراعت در ناحیة مهمی از زمینها را که در دست کشاورزان ایرانی بود منع و محدود کرد، زیرا گسترش کشاورزی در این منطقه را باعث کمبود آب در منطقة متعلق به دولت روسیه می‌دانست.
موضوع تجاوزات ترکمانان به مرزهای ایرانی نیز که همچنان تداوم داشت، در «کلات» چهار رود وجود داشت. این نهرها عبارت بودند از: «چهچهه»، «قراتیکان»، «کلات رود» و «لاین». یک ششم آب این چهار رود به مصرف کشاورزی «کلات» می‌رسید و بقیه به قلعه‌ها و مزرعه‌های اطراف کلات سرازیر می‌شد.
«اتک کلات» بر روی ترکمانان مروی باز بود، چون آنان در زمانی نه چندان دور تبعه ایران بودند و با سکنه «اتک» پیوندهایی داشتند، از این‌رو به آسانی بیش از چهارصد خانوار ترکمان مروی که در قلعه‌های اتک سکونت داشتند و با آب چهار رودخانه یادشده زراعت می‌کردند، سالی بیست هزار خروار گندم و شلتوک به دست می‌آوردند و یک دهم آن را به عنوان مالیات به حاکم «اتک» می‌دادند که مأمور دولت ایران بود.
در «اتک دره جز» هم چند قلعه معتبر وجود داشت که دهقانان دره‌جزی و کشاورزان آخالی در آنجا به کشت و زرع می‌پرداختند و اینان نیز یک دهم محصول خود را به عنوان مالیات به دولت ایران و حاکم دره‌جز می‌پرداختند، لیک به تدریج کشاورزان مروی و آخالی و اتک دره‌جز و اتک کلات، وسیله و آلت فعل تجاوزات ترکمانان به داخل مرزهای ایران شدند و کمیسیون مشترک مرزی که تا سال ۱۳۱۴ق به عنوان ناظر بر امور مرزی و اجرای قرارداد وظیفه خود را انجام می‌داد، نتوانست کشاورزان مروی و آخالی مقیم اتک را به فرمانبرداری کامل دولت ایران درآورد.
به دنبال قتل ناصرالدین شاه، اوضاع ایران رو به وخامت بیشتر نهاد و ضعف حکومت مرکزی بیشتر نمایان شد که این امر خودسری ترکمانان مروی و آخالی مقیم اتک را باعث شد تا آنجا که از فرمانبرداری دولت ایران و پرداخت مالیات سرپیچی کردند.
در سال ۱۳۱۴ق، قزاقهای روسی در «خان کران»، دو فرسنگی «سرخس ناصری» اقامت گزیده، مجرای آب سرخس ناصری را به سوی سرخس کهنه که در تصرف خودشان بود برگرداندند و سرخس ناصری رو به ویرانی نهاد و این‌گونه ناحیه حاصلخیزی از ایران از مدار و چرخه اقتصادی خارج شد.